# Meir Porush
Meir Porush (Hebreeuws: מאיר פרוש) (Jeruzalem, 11 juni 1955), is een Israëlisch rabbijn en politicus. Hij behoort tot het Verenigd Thora-Jodendom (Jahadoet ha-Torah ha-Meoechèdèt), een politieke partij van asjkenazisch-charedische kleur en daarbinnen tot het chassidische Agoedat Jisrael (Bond van Israël), een van de twee partijen waaruit VTJ is opgebouwd. Van 1996 tot 2016 zetelde hij bijna onafgebroken in de Knesset. Sinds 2015 is hij (tevens) viceminister voor onderwijszaken in het kabinet-Netanyahu IV.

## Biografie
Zijn vader Menachem Porush (overleden in 2010) was eveneens namens VTJ lid van de Knesset. Porush jr. genoot zijn opleiding in een jesjiva en diende daarna in het leger. In tegenstelling tot de heersende opvatting binnen zijn geloofsgroepering is hij een voorstander van het vervullen van de dienstplicht door charedische joden die niet aan een jesjiva zijn verbonden. Dertien jaar lang zat hij in de gemeenteraad van Jeruzalem, waaronder zeven jaar als wethouder met in zijn portefeuille stadsvernieuwing en (ultra)orthodox-joods onderwijs, en trad ook wat dit betreft in de voetsporen van zijn vader.
Bij de Knessetverkiezingen van 1996 kwam hij het parlement binnen en werd eveneens viceminister voor woningbouwzaken in het kabinet-Netanyahu I, een post die hij bekleedde tot de afloop van deze regering in 1999. VTJ was erop gebrand geweest deze portefeuille te verwerven, zodat het kon zorgen voor voldoende woningen voor de grote families waaruit zijn kringen gewoonlijk zijn samengesteld. In min of meer dezelfde hoedanigheid nam hij in juni 2001 deel aan het kabinet-Sharon I (enige maanden na de aanvang hiervan) en zat de rit van dit kabinet tot 2003 uit.
In 2008 nam hij het op tegen Nir Barkat in de race om het burgemeesterschap van Jeruzalem, maar moest het tegen laatstgenoemde afleggen. Evenals zijn opponent had Porush zich laten kennen als een fervente tegenstander van een eventuele opdeling van Jeruzalem, het was zelfs zijn belangrijkste punt in de verkiezingsstrijd. Dat hij niet meer dan 43 procent van de stemmen wist te behalen was te wijten aan bedenkingen bij diverse ultra-orthodoxen tegen zijn politieke voordracht en het gemis van de stemmen van zowel de religieuze zionisten (de 'kolonisten') als die van de linkse kiezers.
Vanaf 2009 was hij viceminister voor onderwijszaken in het kabinet-Netanyahu II, waarna hij op 6 februari 2011 volgens afspraak zijn politieke ambten neerlegde. Bij de Knessetverkiezingen van 2013 keerde hij in het parlement terug en na de Knessetverkiezingen van 2015 werd hij behalve parlementariër ook opnieuw viceminister voor onderwijszaken, ditmaal in het kabinet-Netanyahu IV. Op 24 mei 2016 gaf hij op grond van een afspraak over zetelroulatie zijn Knessetzetel op ten gunste van Ya'akov Asher van de Degel HaThora-vleugel van het Verenigd Thora-Jodendom.
In de 37e regering van Israël, het kabinet Netanyahu VI, is hij sinds 2 januari 2023 na goedkeuring door de Knesset minister zonder portefeuille met als werkveld Jeruzalem, de Meronberg en de Joodse traditie, hoewel hij een voorkeur heeft om te werken als viceminister. Hij zou met andere rabbijnen overleggen of hij als minister of als onderminister (zonder minister boven zich) zou gaan werken.

## Persoonlijk
Meir Porush is getrouwd, heeft twaalf kinderen en is woonachtig in Jeruzalem.